# Zabriskie Point (film)

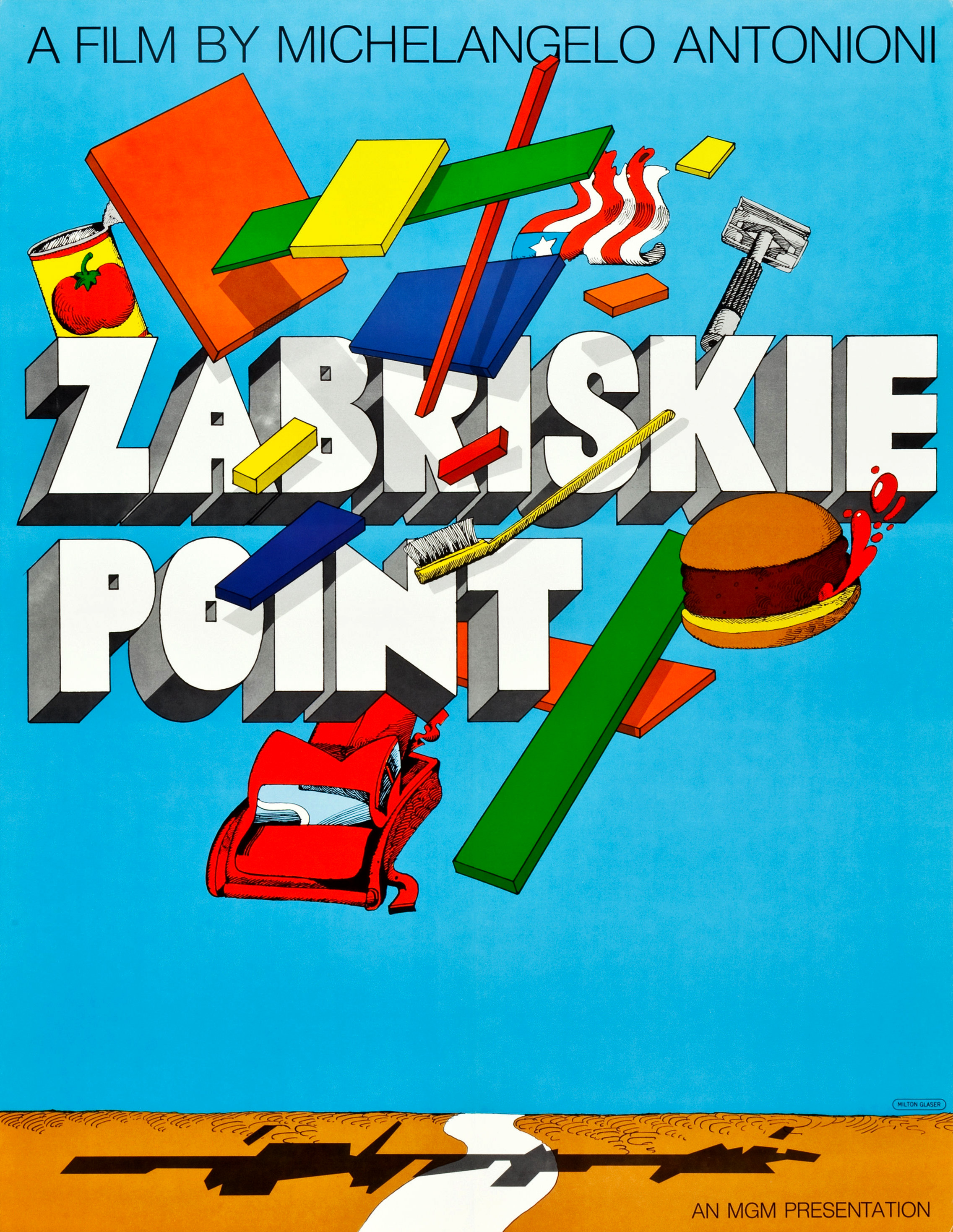
filmaffisch av Milton Glaser.

Zabriskie Point är en amerikansk dramafilm från 1970 i regi av Michelangelo Antonioni, producerad av Carlo Ponti och distribuerad av Metro-Goldwyn-Mayer. 

## Handling
Ett möte för vänsterradikala studenter i Los Angeles utmynnar i ett upplopp, där en ung man (spelad av Mark Frechette) flyr efter att ha blivit oskyldigt misstänkt för att ha dödat en polisman. Frechette flyr staden i ett stulet flygplan ut i öknen, där han träffar en ung kvinna vid namn Daria (Daria Halprin), på väg till en konferens för byggföretaget hon arbetar på. De älskar i en hallucinatorisk scen vid Zabriskie Point i Death Valley. Frechette vänder sedan tillbaka till staden för att lämna tillbaka planet, men blir nedskjuten av polisen på flygplatsen. Daria hör om hans död på bilradion, och i sitt chocktillstånd får hon en apokalyptisk vision där ett hus, tillsammans med en mängd föremål, exploderar i slow motion till tonerna av Pink Floyds "Come In Number 51, Your Time Is Up" (som är en något annorlunda version av "Careful with That Axe, Eugene"). Därefter åker hon ut i öknen mot solnedgången.

## Medverkande
- Mark Frechette – Mark
- Daria Halprin – Daria
- Paul Fix – Roadhouse owner
- Bill Garaway – Morty
- Kathleen Cleaver – Kathleen
- Rod Taylor – Lee Allen
- G.D. Spradlin – Lee's associate
- Harrison Ford (ej krediterad) – arresterad demonstrerande student

## Mottagande
Efter succén med 1966 års Blow-up – förstoringen, Antonionis engelskspråkiga debut, blev Zabriskie Point ett fiasko både hos publik och kritiker; den spelade endast in en knapp tiondel av sin budget. Antonioni valde att använda amatörer i rollerna, Daria Halprin och Mark Frechette hade ingen erfarenhet alls att agera framför kameran innan filmen spelades in. Deras svaga insatser som skådespelare var en av orsakerna till den enhälliga kritiken mot filmen. Antonionis filmer kännetecknas av sparsam dialog, långa tagningar, och ett stillsamt tempo, så även denna. Filmen har senare kommit att uppmärksammas för sin cinematografi, musik och regi.